# Amilly (Loiret)
Amilly is een gemeente in het Franse departement Loiret (regio Centre-Val de Loire). De gemeente telde 13.432 inwoners op 1 januari 2022.

## Geschiedenis
Rond het jaar 600 ontstond de parochie van Saint-Martin. In de 10e eeuw was er in de plaats een windmolen en vanaf de 12e eeuw kwamen er verschillende watermolens op de Loing. Daarnaast was de plaats een centrum voor wijnbouw en groententeelt.
In 1243 stichtte Amicie de Montfort een dominicaner klooster in Amilly. In de 15e eeuw kwamen daar een priorij van de augustijnen (la Mère-Dieu) en in de 17e eeuw een klooster van de benedictijnen bij.
In de 17e eeuw werd ook het Canal de Briare door de gemeente gegraven. In de 19e eeuw vestigden zich textielfabrieken in Amilly, maar deze verdwenen weer tegen het midden van de 20e eeuw; de laatste sloot in 1956 de deuren.

## Geografie
De oppervlakte van Amilly bedroeg op 1 januari 2022 40,26 vierkante kilometer; de bevolkingsdichtheid was toen 333,6 inwoners per km².
De onderstaande kaart toont de ligging van Amilly met de belangrijkste infrastructuur en aangrenzende gemeenten.

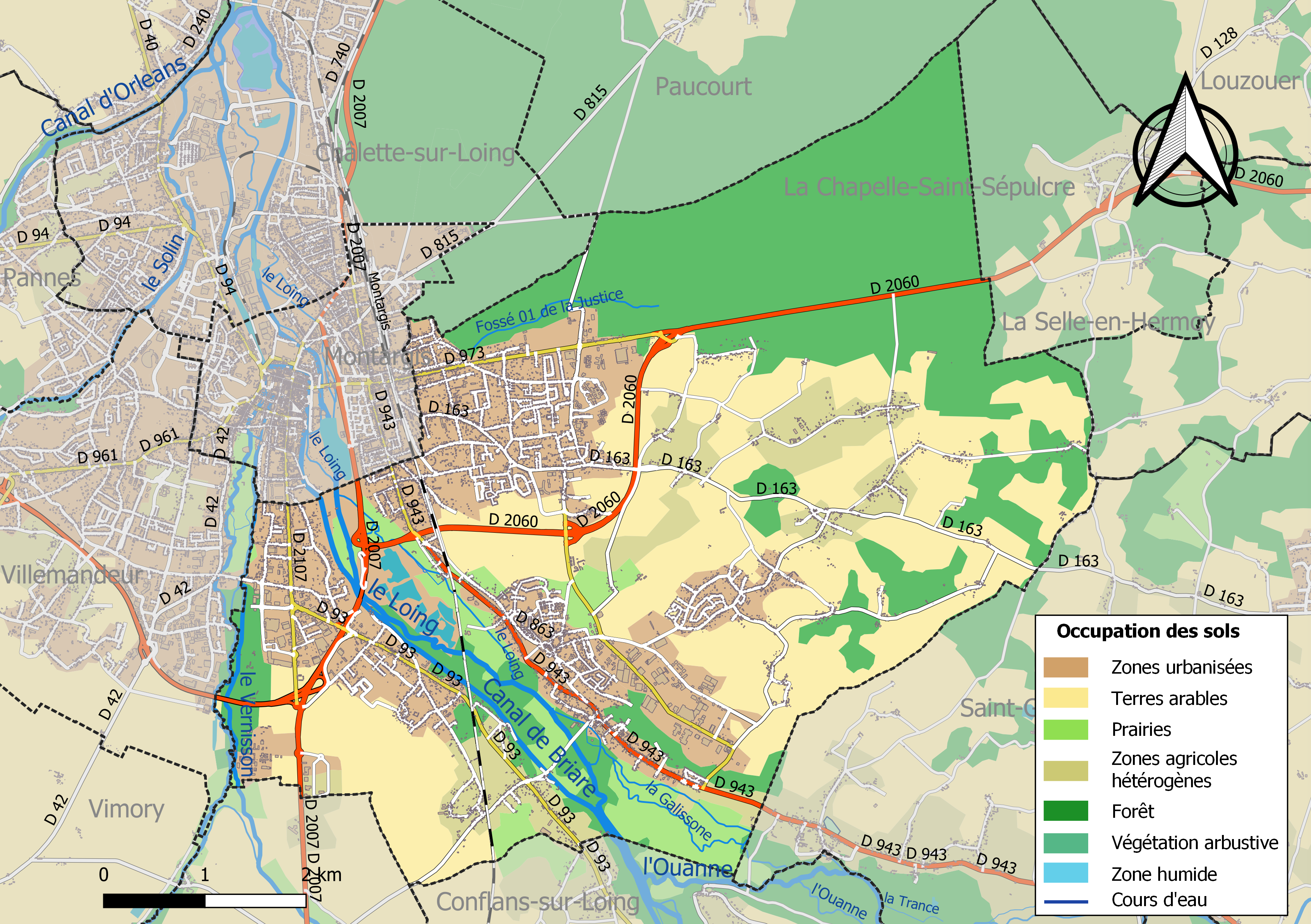

## Demografie
Onderstaande figuur toont het verloop van het inwoneraantal van Amilly vanaf 1962. De cijfers zijn afkomstig van het Frans bureau voor statistiek en bevatten geen dubbel getelde personen (volgens de gehanteerde definitie population sans doubles comptes).
Bron: Frans bureau voor statistiek. Cijfers inwoneraantal volgens de definitie population sans doubles comptes (zie de gehanteerde definities)

## Geboren
- Pauletta Foppa (2000), handbalster